# オレンジ (7!!の曲)
「オレンジ」は、日本の3ピースロック・バンドseven oops（7!!）の10thシングルである。通算11枚目のシングルで、2015年2月11日にEpic Recordsから発売された。

## 概要
表題曲は、テレビアニメ『四月は君の嘘』の後期エンディングテーマに使用された。作詞・作曲はギターのMICHIRU。
販売形態は初回仕様盤・通常盤と期間限定生産盤（アニメ盤）の2種となっており、初回仕様盤・通常盤ではカップリング曲「恋のレシピ」（作詞・作曲はベースのKEITA）が収録されている。初回仕様盤では、沖縄で撮影されたseven oops結成10周年記念のミニ・フォトブックが付属している。期間限定生産盤では、「オレンジ」のテレビサイズバージョンとアコースティックバージョン、前曲「スタートライン」のアコースティックバージョンが収録されている。過去にアコースティックバージョンを収録した例はあるが、今回の「オレンジ」は初めてアコースティック・ギターのみのアレンジとなっている。また、DVDの映像特典として『四月は君の嘘』のノンクレジットエンディングが収録されている。

## 楽曲解説

### 「オレンジ」
「オレンジ」はそれまでのseven oopsの楽曲の中でも特にバラード色が強いものとなっている。テーマは青春と音楽。作詞・作曲を担当したMICHIRUは、制作にあたって作品の世界観、特に物語の中心人物である宮園かをりと有馬公生の距離感を重視しており、実際に両者の関係性を暗示させる歌詞となっている。MICHIRUは原作の読者であったため、エンディングテーマの話が来たときは素直に嬉しかったとインタビューに語っているほか、当時のseven oopsはちょうど結成10周年を迎えていた関係から、支えられた人たちのことを振り返りながら「時が経っても変わらない思い」をテーマの1つとしたとも語っている。
編曲ではピアノとストリングスが加わっており、ピアニストである有馬公生とヴァイオリニストである宮園かをりをイメージさせるものとなっている。当初はギターソロはなかったが、バンド感を出すためにKEITAの提案で加えられた。ただし、ギターソロの締めの音はあえて解決となっていない。
ミュージック・ビデオ (MV) は、作品の舞台設定となっている東京都練馬区と、作品に登場するコンサートホールのモデルである練馬文化センターを中心に撮影された（そのほか、石神井公園、都営南田中団地前、カフェ・ブッチャーズテーブル、上石神井駅近くの西武新宿線沿い、埼玉県新座市の前通り橋でも行なわれている）。YouTubeでは、ショートバージョンが2015年1月30日に公開された。
その後、2016年3月9日発売の5周年記念アルバム『アニップス』には、表題曲に加えて弦楽器などを取り入れた新音源によるオーケストラバージョンがボーナス・トラックとして収録された。MVも新たにアニメの映像をもとに制作され、アルバム発売に先行する同年2月24日に楽曲配信と同時にYouTubeで公開された。
なお、アルバムでの初収録は『アニップス』であり、その後に2017年発売の5thアルバム『セツナエモーション』に改めて収録されている。

### 「恋のレシピ」
初回仕様盤・通常盤のカップリング曲「恋のレシピ」は、ある日突然恋に落ちて戸惑う女の子の心情を歌っている。ちょうど『四月は君の嘘』の登場人物の澤部椿を彷彿とさせるが、偶然とのことであり、シャッフルビートを効かせたテンポ感のある楽曲となっている。

## 収録曲

### 初回仕様盤・通常盤
| #         | タイトル                                                     | 作詞・作曲 | 編曲           | 時間  |
| --------- | ------------------------------------------------------------ | ---------- | -------------- | ----- |
| 1.        | 「オレンジ」(テレビアニメ『四月は君の嘘』エンディングテーマ) | MICHIRU    | シライシ紗トリ | 5:51  |
| 2.        | 「恋のレシピ」                                               | KEITA      |                | 4:16  |
| 3.        | 「オレンジ」(Instrumental)                                   |            |                | 5:49  |
| 合計時間: | 合計時間:                                                    | 合計時間:  | 合計時間:      | 15:56 |

### 期間限定生産盤
| #         | タイトル                           | 作詞・作曲 | 編曲           | 時間  |
| --------- | ---------------------------------- | ---------- | -------------- | ----- |
| 1.        | 「オレンジ」                       | MICHIRU    | シライシ紗トリ | 5:51  |
| 2.        | 「オレンジ -アニメ Ver.-」         |            |                | 1:35  |
| 3.        | 「オレンジ -Acoustic Ver.-」       |            |                | 5:39  |
| 4.        | 「スタートライン -Acoustic Ver.-」 | MICHIRU    |                | 4:57  |
| 合計時間: | 合計時間:                          | 合計時間:  | 合計時間:      | 18:02 |

| #  | タイトル                                        | 作詞 | 作曲・編曲 |
| -- | ----------------------------------------------- | ---- | ---------- |
| 1. | 「『四月は君の嘘』 ノンクレジットエンディング」 |      |            |

## 収録アルバム
| 曲名                          | 収録アルバム           | 発売日       | トラック番号       |
| ----------------------------- | ---------------------- | ------------ | ------------------ |
| オレンジ                      | 『アニップス』         | 2016年3月9日 | #5                 |
| オレンジ                      | 『セツナエモーション』 | 2017年2月8日 | #3                 |
| オレンジ （オーケストラver.） | 『アニップス』         | 2016年3月9日 | #10（Bonus Track） |